# 徐清行
徐清行，安徽南陵人，是一名清朝政治人物。
徐清行曾于1880年接替崔廷镛任金山县知县一职，1880年由方荪接任。